# 14 Tage lebenslänglich
14 Tage lebenslänglich ist ein deutscher Spielfilm von Roland Suso Richter aus dem Jahr 1997 nach einem Drehbuch von Holger Karsten Schmidt. Kai Wiesinger spielt in dem Thriller die Hauptrolle eines Rechtsanwalts.

## Handlung
Der zynisch-arrogante Staranwalt Konrad von Seidlitz sammelt bewusst Strafzettel und bezahlt diese nicht, wohlwissend, dass er dafür für 14 Tage Erzwingungshaft ins Gefängnis muss. Er erhofft sich dadurch einen PR-Coup als Schub für seine Juristen-Karriere. Im Gefängnis benimmt er sich hochnäsig, weil er sich sicher ist, dieses nach 14 Tagen wieder verlassen zu können. Bei einer Zellendurchsuchung kurz vor seiner erwarteten Entlassung werden ihm jedoch Drogen untergeschoben. Anstatt wie geplant nach zwei Wochen freizukommen, wird er durch ein Komplott seines Kanzleipartners Axel Häring, der eine Affäre mit Seidlitz’ Verlobter Cornelia Volkerts hat, zu zwei Jahren ohne Bewährung wegen Drogenhandels verurteilt.
Nun rächt sich sein herablassendes Verhalten den Mitgefangenen und Wärtern gegenüber und er lernt die harte Realität des Gefängnisalltags kennen. Er wird im Gefängnis erniedrigt und muss zusehen, wie seine Existenz als Anwalt aus gutem Haus zerstört wird und sein früheres Umfeld sich von ihm abwendet. Notgedrungen beginnt er sich im Gefängnis anzupassen und zurechtzufinden. Schließlich hilft ihm der Mitgefangene Czernetzky, von dem sich Seidlitz zunächst bedroht fühlte, in der Folgezeit die Intrige aufzudecken und Seidlitz’ Ruf wiederherzustellen.
Seidlitz flieht mit Hilfe unter anderem von der Gefängnisärztin aus dem Gefängnis, kommt aber freiwillig dorthin wieder zurück, auch um sich die Unterstützung von Mithäftlingen für den Kampf gegen Häring zu sichern. Es kommt zum Showdown im Gericht zwischen den ehemaligen Kanzleipartnern, und Häring wird zu einer fünfjährigen Gefängnisstrafe verurteilt. Als Seidlitz denkt, den Albtraum überstanden zu haben, holen ihn jedoch seine nun engen Verbindungen zur Unterwelt ein. Er wird in eine aussichtslose Situation auf Leben und Tod gezwungen, aus der er seinen Unterstützer Czernetzky durch einen Mord rettet.

## Hintergrund
Gedreht wurde in Aachen, Köln und Berlin. Die Gefängnisszenen entstanden im vormaligen Gefängnis Rummelsburg, der heutigen Gedenkstätte in Berlin-Lichtenberg und im ehemaligen Untersuchungsgefängnis Keibelstraße in Berlin-Mitte.
Der Film startete am 3. April 1997 in den deutschen Kinos. Die Filmförderungsanstalt verzeichnete 392.760 Besucher bis Ende 1998. Nach einer VHS-Veröffentlichung im Jahr 1998 erschien er am 12. Dezember 2000 auf DVD.
Der Soundtrack erschien am 1. April 1997 im Handel und enthält unter anderem Titel von Nana, Xzibit, Down Low, Ghetto People und Delinquent Habits.

## Auszeichnungen
Kameramann Martin Langer gewann 1997 den Deutschen Filmpreis. Der Film war außerdem in den Kategorien Hauptrolle, Nebenrolle, Regie und bester Film nominiert. Beim Bayerischen Filmpreis 1997 erhielten Kai Wiesinger und Michael Mendl Darstellerpreise. Beim Deutschen Kamerapreis 1998 erhielt Peter R. Adam eine lobende Erwähnung in der Kategorie Schnitt.